# Franklin Cover
Franklin Edward Cover (Cleveland, 20 novembre 1928 – Englewood, 5 febbraio 2006) è stato un attore statunitense.
È noto principalmente per aver interpretato il ruolo di Tom Willis nella sit-com I Jefferson, formando con l'attrice di colore Roxie Roker (Helen Willis) una delle prime coppie miste della televisione.

## Biografia
Franklin Cover nacque a Cleveland, Ohio, da Britta Schreck e Franklin Held Cover. Iniziò la sua carriera recitando in teatro nel cast di Enrico IV e in quello dell'Amleto. L'attore apparve anche in Forty Carats con Julie Harris. Fece il suo debutto in televisione nella serie La città in controluce e apparve al The Jackie Gleason Show.
Il suo primo ruolo significativo fu l'interpretazione di Tom Willis ne I Jefferson, personaggio sposato con una donna di colore, Helen, interpretata da Roxie Roker. La sitcom andò in onda dal 1975 al 1985. Recitò anche nel film La fabbrica delle mogli (1975) e interpretò il ruolo del politico Hubert Humphrey nella miniserie televisiva Una donna di nome Golda (1982).
Dopo la fine de I Jefferson, Cover continuò a fare apparizioni televisive come ospite in alcuni show e interpretò anche un ruolo di supporto in Wall Street (1987). Nel 1994 recitò nel primo episodio della serie televisiva ER - Medici in prima linea. La sua ultima apparizione televisiva fu in un episodio di Will & Grace nel 1999.
Sofferente per problemi cardiaci, Cover  si ammalò di polmonite e morì al Lillian Booth Actors' Fund of America, sito in Englewood (New Jersey), il 5 febbraio 2006, lasciando la moglie Mary Bradford Stone, e i suoi due figli, Susan e Bradford, e il nipote Maxwell. Suo figlio Bradford Cover è un attore, vive a New York e ha recitato in Law & Order - I due volti della giustizia. Sua figlia Susan Cover è la fondatrice del Susie's Supper Club, che si occupa di procurare cibo per i più bisognosi a New York.

## Filmografia parziale

### Cinema
- Mirage, regia di Edward Dmytryk (1965)
- Una meravigliosa realtà (What's So Bad About Feeling Good?), regia di George Seaton (1968)
- La fabbrica delle mogli (The Stepford Wives), regia di Bryan Forbes (1975)
- Wall Street, regia di Oliver Stone (1987)
- Spie in erba (Zits), regia di Arthur Sherman (1988)
- Gli sgangheroni (Brain Donors), regia di Dennis Dugan (1992)
- Almost Heroes, regia di Christopher Guest (1998)

### Televisione
- Play of the Week - serie TV, 1 episodio (1960)
- La città in controluce (Naked City) - serie TV, 1 episodio (1962)
- La parola alla difesa (The Defenders) - serie TV, 1 episodio (1963)
- N.Y.P.D. - serie TV, 2 episodi (1967-1968)
- Arcibaldo (All in the Family) - serie TV, 1 episodio (1975)
- I Jefferson (The Jeffersons) - serie TV,191 episodi (1975-1985)
- Una donna di nome Golda (A Woman Called Golda), regia di Alan Gibson - film TV (1982)
- Love Boat (The Love Boat) - serie TV, 1 episodio (1985)
- La valle dei pini (All My Children) - soap opera, 2 puntate (1987)
- 227 - serie TV, 1 episodio (1988)
- Hothouse - serie TV, 1 episodio (1988)
- Casalingo Superpiù (Who's the Boss?) - serie TV, 2 episodi (1991)
- L'ispettore Tibbs (In the Heat of the Night) - serie TV, 2 episodi (1991)
- E.R. - Medici in prima linea (ER) - serie TV, 1 episodio (1994)
- Living Single - serie TV, 1 episodio (1994)
- Coach - serie TV, 1 episodio (1996)
- Colombo (Columbo) - serie TV, 1 episodio (1997)
- Innamorati pazzi (Mad About You) - serie TV, 1 episodio (1998)
- Will & Grace - serie TV, 1 episodio (1999)

## Doppiatori italiani
Nelle versioni in italiano delle opere in cui ha recitato, Franklin Cover è stato doppiato da:
- Franco Latini in La fabbrica delle mogli
- Silverio Pisu ne I Jefferson (st. 1-7)
- Augusto Di Bono ne I Jefferson (st. 8-9)
- Silvio Spaccesi in Wall Street